# Ameryka da się lubić
Ameryka da się lubić – polski talk-show prowadzony przez Idę Nowakowską emitowany na antenie TVP2 jesienią 2020 roku. Jego formuła nawiązuje do emitowanego w latach 2003–2008 i 2019 programu „Europa da się lubić” (o ile Europa powstawała na licencji francuskiego „Union Libre”, to Ameryka jest przedstawiana przez nadawcę jako autorski projekt producenta Leszka Kumańskiego).

## Opis programu
Do studia zapraszanych jest czworo mieszkających w Polsce Amerykanów oraz goście specjalni – osoby znane ze świata show-businessu (Polacy). Amerykanie wypowiadają się na temat zwyczajów w swojej ojczyźnie w ramach tematu danego odcinka. Program ma charakter rozrywkowy, rozmowy przeplatane są częściami artystycznymi – występami piosenkarzy, tancerzy itp. Stałym elementem programu są również krótka scenka odgrywana przez kabareciarzy Bartosza Gajdę i Roberta Motykę oraz sonda uliczna przeprowadzana zarówno w Polsce (przez Mateusza Szymkowiaka), jak i w Ameryce (przez Piotra Orłowskiego).
Nazwa programu powstała poprzez analogię do tytułu „Europa da się lubić”, który wymyślił Wojciech Mazurkiewicz. Scenarzystą i reżyserem programu jest Leszek Kumański.
Muzycznym motywem przewodnim programu jest pochodząca z płyty Myśli i słowa zespołu Bajm piosenka „Ameryka”. Skomponował ją Paweł Sot, a słowa do niej napisała Beata Kozidrak. Wersję z czołówki audycji wykonuje Magdalena Tul.

## Goście programu
| Lp. | Temat odcinka (data pierwszej emisji)   | Goście polscy                                                     | Goście amerykańscy                                                    | Pozostali goście (występy artystyczne)                                                                                                   |
| --- | --------------------------------------- | ----------------------------------------------------------------- | --------------------------------------------------------------------- | --- |
| 1.  | Good morning America (12 września 2020) | Edyta Górniak Marcin Gortat                                       | Monica Zielinski John Guziak Ernest Bogusiewicz Ryan Socash           | Golec uOrkiestra, Kasia Moś, Sławek Uniatowski, Michał Milowicz, Edyta Herbuś, Tomasz Barański, cheerleaderki Asseco Prokom Gdynia       |
| 2.  | Humor (19 września 2020)                | Cezary Pazura Urszula Dudziak Tomasz Karolak                      | Derrick Ogrodny Ryan Socash Ernest Bogusiewicz Will Richardson        | Sound’n’Grace, Beata Kozidrak i Bajm, Piersi                                                                                             |
| 3.  | Wolna Ameryka (26 września 2020)        | Wojciech Cejrowski Marek Piekarczyk                               | Daniel Karczynski Monica Zielinski Ernest Bogusiewicz Prescott Knight | Natalia Lubrano, Magda Paradziej, Ola Nizio, Ola Szmerechańska, Agnieszka Twardowska, Natalia Podwin, Mariusz Ostrowski, Mafia, Red Lips |
| 4.  | Black Friday (3 października 2020)      | Sandra Kubicka Marcin Hakiel Katarzyna Cichopek Joanna Horodyńska | Ryan Socash Aleksandra Sumlińska Artur John Chmura John Guziak        | Zouzy, Cleo, Julia Szlachta, Wiktoria Szlachta                                                                                           |
| 5.  | Holidays (10 października 2020)         | Natasza Urbańska Marcin Daniec                                    | Monica Zielinski Artur John Chmura John Guziak Will Richardson        | Jerzy Grzechnik, Sargis Davtyan, Radosław Liszewski, Alicja Szemplińska, Piotr Cugowski, Maleo Reggae Rockers                            |
| 6.  | American Dream (17 października 2020)   | Joanna Jędrzejczyk Majka Jeżowska                                 | Monica Zielinski Ernest Bogusiewicz John Guziak Derrik Ogrodny        | Viki Gabor, Sabina Jeszka, Katarzyna Cerekwicka, Mateusz Ziółko, Conrado Yanez                                                           |
| 7.  | Money, Money (24 października 2020)     | Maryla Rodowicz Andrzej Piaseczny                                 | J. Prescott Knight Monica Zielinski Daniel Karczynski John Guziak     | Łobuzy, Dawid Kwiatkowski, Rafał Brzozowski                                                                                              |
| 8.  | American Country (31 października 2020) | Wojciech Cejrowski Mariusz Pudzianowski                           | Michael Moritz Jeff Taylor Prescott Knight Amadeusz Raniecki          | Marco, Natasza Urbańska, Ewelina Lisowska, Grupa Furmana, Droga na Ostrołękę                                                             |

## Emisja programu
Według pierwotnych planów program miał trafić do ramówki wiosennej w 2020 roku, jednak z powodu pandemii COVID-19 jego premiera została przesunięta; ostatecznie audycja nie ukazała się nawet latem, a dopiero jesienią.
| Seria | Seria | Odcinki | Sezon       | Początek emisji  | Koniec emisji        | Pora emisji  | Średnia oglądalność |
| ----- | ----- | ------- | ----------- | ---------------- | -------------------- | ------------ | ------------------- |
|       | 1.    | 1–8 (8) | jesień 2020 | 12 września 2020 | 31 października 2020 | sobota 20.00 | 1,15 mln            |

Po zakończeniu pierwszej serii „Ameryki…” sobotnie pasmo przed talent show „The Voice of Poland” przejęło widowisko „Kocham Dwójkę. Złoty jubileusz”.

## Oglądalność w telewizji linearnej
Informacje dotyczące oglądalności oparto na badaniach przeprowadzonych przez Nielsen Audience Measurement; dotyczą one wyłącznie oglądalności premiery telewizyjnej – nie uwzględniają oglądalności powtórek, wyświetleń w serwisach VOD (np. TVP VOD) itp.
| Odcinek | Widownia                         |
| ------- | -------------------------------- |
| 1.      | 1 360 937 (12 września 2020)     |
| 2.      | 1 192 360 (19 września 2020)     |
| 3.      | 1 157 439 (26 września 2020)     |
| 4.      | bd. (3 października 2020)        |
| 5.      | bd. (10 października 2020)       |
| 6.      | bd. (17 października 2020)       |
| 7.      | bd. (24 października 2020)       |
| 8.      | 1 222 464 (31 października 2020) |
| Średnia | 1 147 104                        |